# Юльяново (Поморське воєводство)
Юльяново (пол. Julianowo) — село в Польщі, у гміні Прабути Квідзинського повіту Поморського воєводства.
Населення — 183 особи (2011).
У 1975-1998 роках село належало до Ельблонзького воєводства.

## Демографія
Демографічна структура станом на 31 березня 2011 року:
|          | Загалом | Допрацездатний вік | Працездатний вік | Постпрацездатний вік |
| -------- | ------- | ------------------ | ---------------- | -------------------- |
| Чоловіки | 96      | 27                 | 61               | 8                    |
| Жінки    | 87      | 25                 | 48               | 14                   |
| Разом    | 183     | 52                 | 109              | 22                   |